# Schlosserina
Schlosserina es un género de foraminífero bentónico de la subfamilia Stomatorbininae, de la familia Mississippinidae, de la superfamilia Discorboidea, del suborden Rotaliina y del orden Rotaliida. Su especie tipo es Rosalina asterites. Su rango cronoestratigráfico abarca el Eoceno.

## Clasificación
Schlosserina incluye a la siguiente especie:
- Schlosserina asterites †